# Stoughton, Saskatchewan
Stoughton är en ort i Kanada.   Den ligger i provinsen Saskatchewan, i den sydöstra delen av landet, 2 100 km väster om huvudstaden Ottawa. Stoughton ligger 618 meter över havet och antalet invånare är 694.
Terrängen runt Stoughton är mycket platt. Trakten runt Stoughton är nära nog obefolkad, med mindre än två invånare per kvadratkilometer..
Trakten runt Stoughton består till största delen av jordbruksmark.